# Xenocytaea
Xenocytaea là một chi nhện trong họ Salticidae.

## Các loài
Các loài trong chi này gồm:
- Xenocytaea anomala Berry, Beatty & Prószyński, 1998
- Xenocytaea daviesae Berry, Beatty & Prószyński, 1998
- Xenocytaea maddisoni Berry, Beatty & Prószyński, 1998
- Xenocytaea stanislawi Patoleta, 2011
- Xenocytaea taveuniensis Patoleta, 2011
- Xenocytaea triramosa Berry, Beatty & Prószyński, 1998
- Xenocytaea victoriensis Patoleta, 2011
- Xenocytaea vonavonensis Patoleta, 2011
- Xenocytaea zabkai Berry, Beatty & Prószyński, 1998